# De Monden (waterschap)
De Monden was een waterschap in de provincie Drenthe, opgericht in 1963 uit de waterschappen Gasselternijveen, Nieuw-Drouwen, Nieuw-Buinen, Exloo, Exloërveen en Valthe.
In 1974 werd het met het waterschap De Runde samengevoegd tot De Veenmarken.

## Wapen
De beschrijving van het wapen luidt als volgt:
I doorsneden, boven in goud en een dubbele adelaar van sabel, hebbende voor de borst en schildje van zilver, beladen met een dwarsbalk van sinopel; onder in keel vijf jachthoorns van goud, geplaatst 2, 2 en 1; II in zilver drie rechterschuinbalken van tegenhermelijn. Het schild gedekt met een gouden kroon van drie bladeren en twee parels.